# Église Saint-Désiré de Leyrat
Pour les articles homonymes, voir Église Saint-Désiré.
L'église Saint-Désiré est une église située à Leyrat, dans le département français de la Creuse en France. Construite au XIIe siècle, son abside est inscrite au titre des monuments historiques en 1926.

## Localisation
L'église est située sur la commune de Leyrat dans le département français de la Creuse en région Nouvelle-Aquitaine.

## Historique
L'église a été construite au XIIe siècle.
L'abside de l'édifice est inscrit au titre des monuments historiques en 1926.

## Description

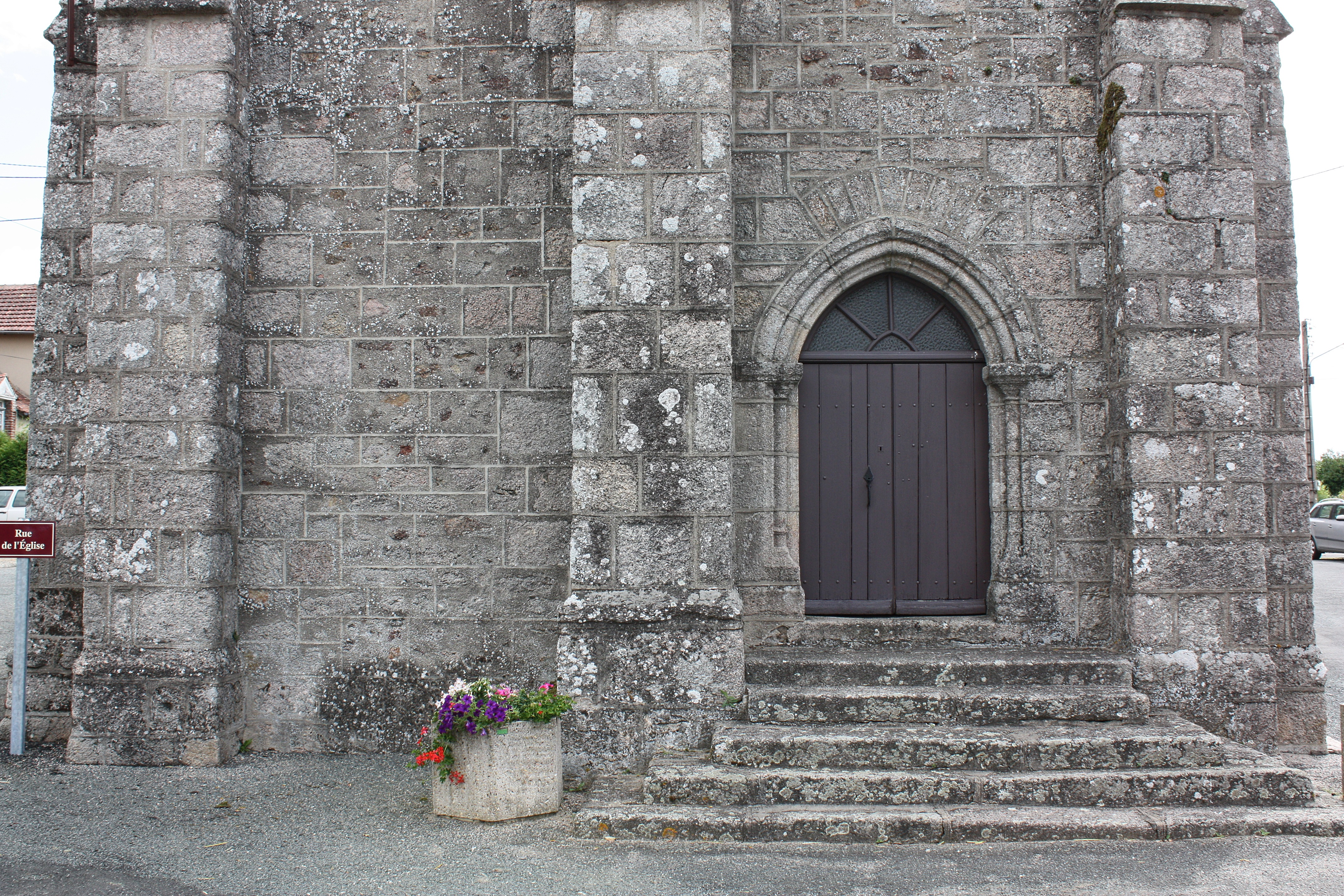
Le portail.
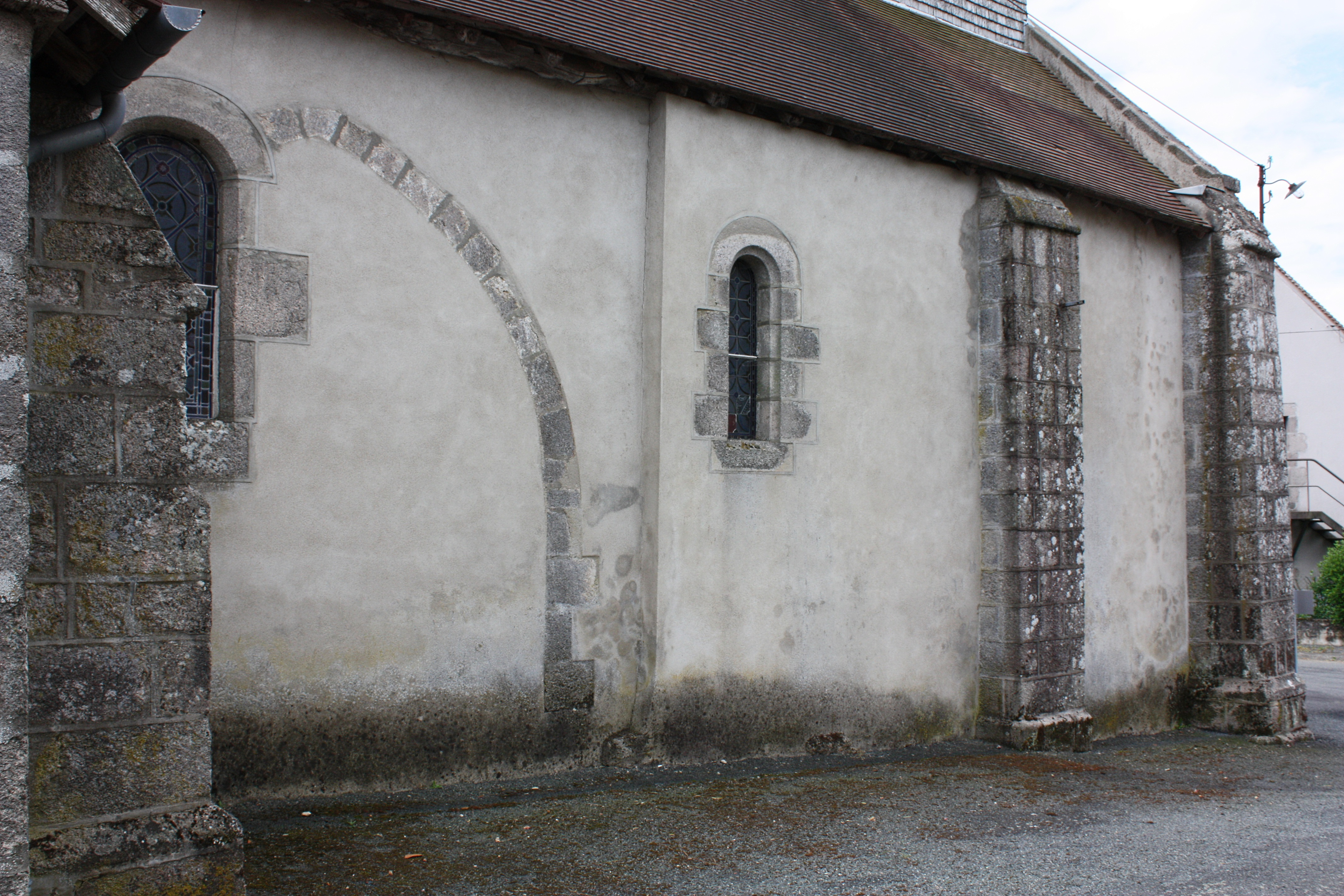
Le côté.
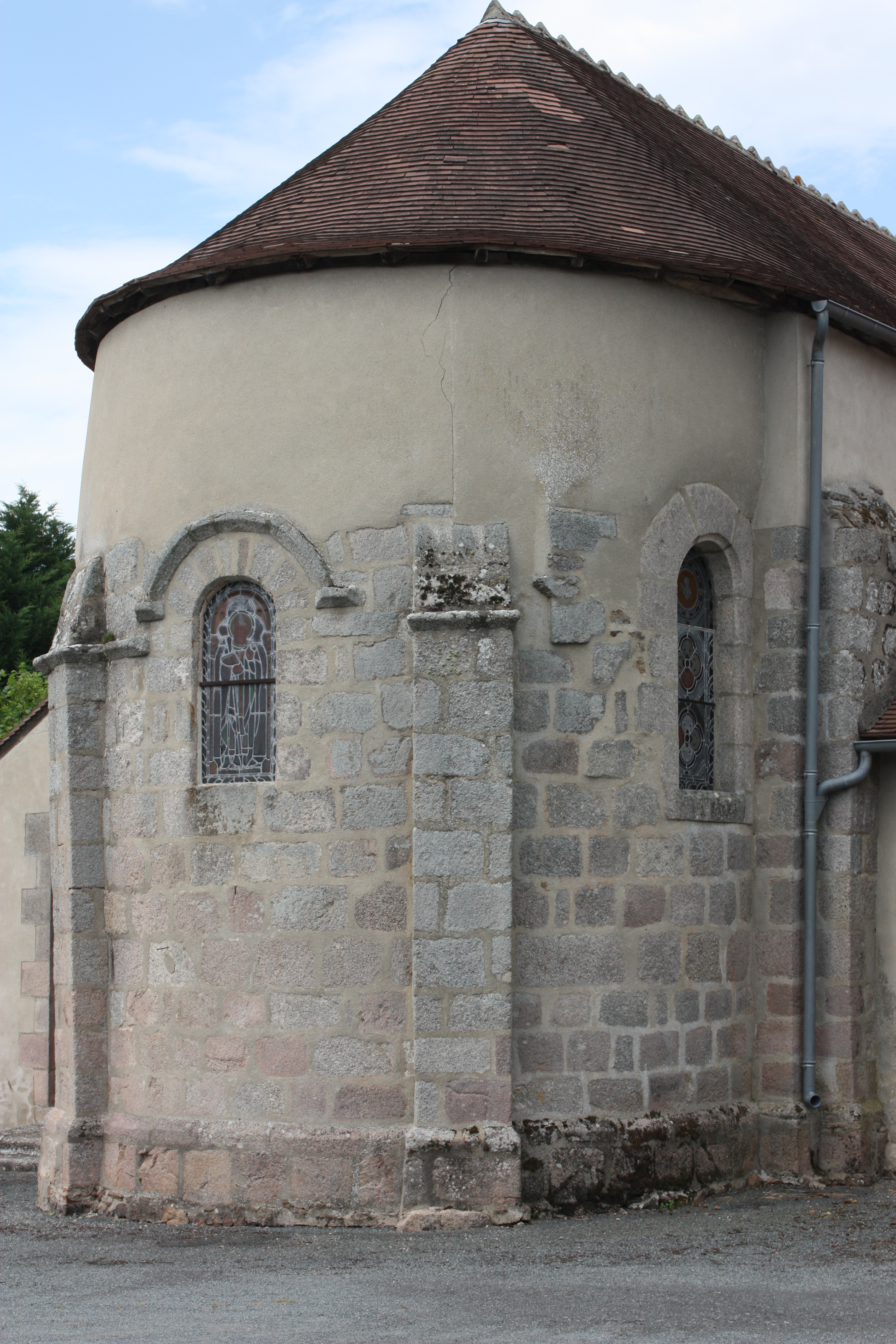
Le chevet.